# 타쿠미 시리즈
《타쿠미 시리즈》(일본어: タクミくんシリーズ 타쿠미쿤 시리즈[*])는 고토 시노부(ごとうしのぶ)의 소설로, 카도카와 루비 문고에서 출판되고 있는 보이즈 러브 장르의 라이트노벨이다. 소설뿐만 아니라 영화, 만화, 드라마 CD, DVD로도 발매되었다.
2007년 카도카와 서점의 〈발견. 여름의 100권〉에 〈그리고 봄바람에 속삭이며〉가 뽑혔다.
현재 대한민국에서는 (2009년 8월 기준) 대원씨아이에서 단행본을 발행 중이다.

## 개요
전원 기숙사 제도 남자 고등학교인 사립 시도오 고등학교에 다니는 하야마 타쿠미의 연애 및 학교 내·외의 인간 관계를 중심으로 그려져 있다.

## 스토리
하야마 타쿠미는 사립 시도오학원 고등학교의 2 학년으로, 과거의 트라우마로 인해 〈인간 접촉 혐오증〉을 지닌 소년이다. 자신과는 사는 세계가 다르다고 생각한 동급생, 사키 기이치와 룸메이트가 되면서 일련의 사건을 통해 두사람은 연인이 된다. 기이의 깊은 애정으로 인해 타쿠미의 인간 접촉 혐오증은 점점 없어지고, 두 사람을 중심으로 여러 가지 에피소드와 우정이 그려진다.

## 등장인물
- 하야마 타쿠미

- 이 시리즈의 주인공. 시즈오카 출신. 집안 사정으로 인해 타인에게 마음을 닫고 있었지만, 사키 기이치와 만나면서 긍정적인 면을 갖게 된다. 어렸을 때 바이올린을 배웠으나 형이 죽은 뒤 바이올린을 그만두었다. 그러나 연인인 사키 기이치에게 영구임대로 스트라디 바리우스를 받으면서 다시 바이올린을 켜기 시작한다. 2년 연속 부반장을 맡는다. 수 역할.

- 사키 기이치

- 프랑스인의 피가 1/4 섞인 뉴욕 출신 혼혈아. 통칭 기이. 세계적인 기업 F그룹 회장의 후계자로 사립 시도오 학원의 유학생이다. 초절정 미남에 두뇌회전이 빠르고 기억력이 뛰어나며, 카리스마적인 리더쉽과 자신의 배경을 내세우지 않는 솔직한 성격으로 학원내에서는 아이돌적인 존재이다. 2학년에는 반장, 3학년에는 층장을 맡는다. 공 역할.

- 아카이케 쇼죠

- 기이의 단짝. 1학년 때 기이와 같은 방이었다. 아버지가 대학교수이며 어렸을 때 어머니를 잃어 집안일을 돌보았다. 타쿠미의 주변 인물 중 유일한 노멀이며 고향에 여자친구가 있다. 냉철한 듯 보이나 주변사람들을 잘 챙겨주며 타쿠미와 기이의 든든한 아군이다. 2학년 2학기부터 풍기위원장을 맡는다.
- 쇼죠 관련 에피소드: 〈그것들 모두가 사랑스러운 날들〉

- 카타쿠라 토시히사

- 센다이 출신. 하야마와는 1학년 때 같은 방이었다. 인간 접촉 혐오증인 타쿠미에게 섬세한 배려를 아끼지 않는 하야마의 몇 안되는 절친이다. 초창기에는 노멀이었으나 3학년 여름방학을 지나 이와시타 마사시와 연인이 된다. 궁도부 소속, 2학년 때는 반장을 맡았다.
- 토시히사x이와시타 관련 에피소드: <그와 달과의 거리>, <모과 나무>

- 이와시타 마사시

- 이즈반도 출신. 부모님이 여관을 운영하고 있다. 다도에 뛰어나 선생님에게 스카웃 받아 다도부에 입부.
- 토시히사x이와시타 관련 에피소드: <그와 달과의 거리>, <모과 나무>

- 미스 아라타

- 시도오의 학생회장. 기이에게 라이벌의식을 가지고 있으며 시도오에서 기이를 좋아하지 않는 몇 안되는 사람 중의 하나이다. 누구에게나 친절하여 인기가 많지만 사실은 굴절된 성격의 소유자이다. 연인인 신교지 카네미츠에게만 그 성격을 드러내고 있고 신교지와는 몸뿐인 관계로 연인사이임을 인정하지 않는다. 3학년 때 타쿠미와 룸메이트가 된다. 수 역할.
- 신교지x미스 관련 에피소드: <Pure>, <마이 허니 발렌타인>, <고백의 룰>, <해바라기>, <꿈의 도중>

- 신교지 카네미츠

- 이혼하는 부모 중 어느 한 쪽을 선택하기 싫어 시도오에 지원했으나 입학시험 때 시험감독을 맡은 미스 아라타에게 반해 시도오에 입학하게 된다. 하야마의 바이올린 연주를 좋아하는 듯 검도부 활동을 하러 가기 전에 자주 온실에 들려 하야마의 연주를 듣는다. 하야마를 너무 잘 따라 미스의 질투를 사기도 한다. 밝고 쾌할한 성격, 검도부 소속. 공 역할.
- 신교지x미스 관련 에피소드: <Pure>, <마이 허니 발렌타인>, <고백의 룰>, <해바라기>,  <꿈의 도중>

- 사가라 타카히로

- 1학년 2학기부터 3학년 1학기까지 4학기 연속 학생회장을 맡은 전대미문의 학생. 별칭, 전설의 사나이. 시도오 졸업 후 스페인으로 유학을 간다. 미스를 매우 아낀다.

- 타카바야시 이즈미

- 기이와 더불어 여자로 착각할 만큼 아름다운 미모를 지닌 시도오 학원의 아이돌. 외아들이라 그런지 응석쟁이인 성격. 기이를 짝사랑하는 것은 그의 친위대라면 누구나 알고 있다. 일련의 사건을 통해 룸메이트인 요시자와 미치오와 연인이 된다. 천문부 소속. 수 역할.
- 요시자와x타카바야시 에피소드:<그리고 봄바람에 속삭이며>, <손바닥의 눈>, <여름의 서장>, <Come On A My House>, <그와 달과의 거리>

- 요시자와 미치오

- 입학식 때 타카바야시 이즈미를 보고 첫눈에 반한다. 부끄럼이 많고 예의바른 성격. 궁도부의 유망주이며 3학년 때 층장을 맡는다. 공 역할.
- 요시자와x타카바야시 에피소드:<그리고 봄바람에 속삭이며>, <손바닥의 눈>, <여름의 서장>, <Come On A My House>, <그와 달과의 거리>

- 야구라 마사키

- 시도오 입학시험 때 야츠에게 반해 고백한 뒤 사귀게 된다. 하지만 어떤 사정으로 인해 헤어지게 되고 2년 뒤 야츠와 이야기를 나눈 것을 계기로 다시 사귀게 된다. 3학년 때 층장을 맡는다. 공 역할.
- 야구라x야츠 에피소드:<꽃지는 밤 너를 생각하면>

- 야츠 히로미

- 누구에게나 친절하고 은근히 인기가 많지만, 마음 속 깊이 믿고 있던 사람에게 배신을 당해 사랑뿐만 아니라 일반적인 인간 관계에서도 깊은 관계를 맺지 않는다. 그러나, 야구라에게 다시 고백을 받고 제대로 교제하게 된다. 3학년에는 반장을 맡는다. 우케역할.
- 야구라x야츠 에피소드:<꽃지는 밤 너를 생각하면>

- 노자와 마사타카

- 어른스럽고 똑똑하며 아름답다고 평판이 자자한 청년. 겉모습의 그런 이미지와는 달리 자잘한 것에 집착하지 않는 성격. 2학년 때 1학년인 코마자와 에이지와 룸메이트였다. 검도부 후배들과의 사건을 통해 코마자와와 연인이 된다. 브라스 밴드 소속, 3학년 때 층장. 수 역할.
- 코마자와x노자와 에피소드:<연애편지>

- 코마자와 에이지

- 험악해 보이는 인상과 대조적으로 섬세한 감성을 지니고 있다. 아버지가 BL 소설가. 검도부 소속.
- 코마자와x노자와 에피소드:<연애편지>

- 나라 슌스케

- 타쿠미와 기이의 1년 선배. 노자와 마사타카와 한 때 연인사이였다. 타쿠미와 마찬가지로 사랑의 전도사이기도 하다. 화학부 소속.

- 이노우에 사치

- 기이의 소꼽친구이자 세계적으로 유명한 바이올리니스트. 바이올린은 아마티를 쓰고 있다. 8월 어머니의 생일에 이즈에 있는 별장에서 지인만을 초대해 콘서트를 열고 있다. 이 콘서트에 타쿠미를 두번 연속 초대.
- 이노우에 사치 에피소드:〈맨발의 왈츠〉, 〈CANNON〉, 〈여름의 잔상〉

## 목록

### 소설
- 문고

- 그리고 봄바람에 속삭이며
- 콜리플라워 드림
- CANNON
- FAREWELL
- 무지개색 유리
- 연애편지
- Sincerely
- 발렌타인 랩소디
- 저, 맑게 개인 푸른 하늘(카도카와 미니문고)
- 미모의 디테일
- 초록의 손끝
- 꽃지는 밤 너를 생각하면
- 그와 달과의 거리
- Pure
- 페어리테일 동화
- 여름의 잔상
- 숨겨진 정원 -여름의 잔상 2-
- 장미 아래에서 -여름의 잔상 3-
- 사랑의 조각 -여름의 잔상 4-
- 프롤로그
- 유혹
- 리스크

- 서적

- 새벽이 올 때까지(暁を待つまで)
- 바람과 빛과 달과 개(風と光と月と犬)

### 소설 번외
- 문고

- 스쳐 지나간 계절(通り過ぎた季節)
- 롤렉스에 입맞춤을

### 만화
- 봄바람에 속삭이며 (타카하시 빌리)
- 6월의 자존심 (오야 카즈미)
- 맨발의 왈츠(오야 카즈미)
- 계절 지난 계단 (오야 카즈미)
- 미모의 디테일 (오야 카즈미)
- 젤러시(jealousy) (오야 카즈미)
- 꽃 지는 밤 너를 생각하면 (오야 카즈미)
- Pure (오야 카즈미)
- Pure 2 (오야 카즈미)

### 카셋트 / CD

#### 카세트 쥬넷
- 그리고 봄바람에 속삭이며(그리고 봄바람에 속삭이며 / 6월의 자존심 수록)

하야마 타쿠미: 마츠모토 야스노리
사키 기이치: 이노우에 카즈히코
아카이케 쇼죠: 호리우치 켄유
타카바야시 이즈미: 카시와쿠라 츠토무
노자키 다이스케: 나카무라 다이키
요시자와 미치오: 시바모토 히로유키
카타쿠라 토시히사: 이와타 미츠오
야마시타 키요히코: 마츠다 타츠야
하야마 나오토: 마츠노 타이키
11살 타쿠미: 사사키 노조무
간호사: 마카무라 마리코
타쿠미 어머니: 사토 아이

#### 루비 CD 콜렉션
- 루비 사운드 앤솔로지 (〈연애편지〉외 타쿠미와 기이의 시, 낭독)
- FAREWELL -페어웰- (〈FAREWELL〉소설〈Come On A My House〉)

하야마 타쿠미: 토리우미 카츠미
사키 기이치: 이노우에 카즈히코
이시와타리 노리무네: 오키아유 료타로
오오시로 후미: 타니 이쿠코
히토스기: 무라마츠 야스오
아카이케 쇼죠: 츠지타니 코지
- CANON -카논- (〈CANON〉소설〈7월 7일의 미라클〉)

하야마 타쿠미: 토리우미 카츠미
사키 기이치: 이노우에 카즈히코
이시와타리 노리무네: 오키아유 료타로
야마다 세이지: 하야미 쇼
마츠우라 쿠미코: 스즈카 치하루
운전수: 우가키 히데나리
여자: 田仲美夕紀
타카바야시 이즈미: 이시다 아키라
요시자와 미치오: 모리카와 토시유키
아카이케 쇼죠: 츠지타니 코지
카타쿠라 토시히사: 타카기 와타루
- 연애편지(〈연애편지〉오리지널 주제가 / 고토 시노부 〈낙엽 속의 편지〉〈사랑이 보여요〉)

하야마 타쿠미: 토리우미 카츠미
사키 기이치: 이노우에 카즈히코
아카이케 쇼죠: 츠지타니 코지
노자와 마사타카: 이시카와 히데오
카타쿠라 토시히사: 타카기 와타루
코자와 에이지: 하야시 노부토시
나라 슌스케: 시오자와 카네토
부원 1: 永田一朗
부원 2: 岩波裕
급우 1: 도몬 진
급우 2: 나카이 카즈야
- Sincerely （〈Sincerely〉소설〈My Dear...〉）

하야마 타쿠미: 토리우미 카츠미
사키 기이치: 이노우에 카즈히코
아카이케 쇼죠: 츠지타니 코지
타케루: 미키 신이치로
히이라기 쵸코: 니시야마 시호
히이라기 카오리: 야나세 나츠미
히이라기 유우지: 노지마 켄지
츠카고시: 오오쿠라 마사아키
요지로: 코노 요시유키
마츠모토 선생 / 구조원: 나카이 카즈야
요시자와 미치오: 나카이 카즈야
타카바야시 이즈미: 이시다 아키라
- 그리고 봄바람에 속삭이며（〈그리고 봄바람에 속삭이며〉〈그것들 모두가 사랑스러운 날들〉）

하야마 타쿠미: 토리우미 카츠미
사키 기이치: 이노우에 카즈히코
아카이케 쇼죠: 츠지타니 코지
노자와 다이스케: 코야스 타케히토
타카바야시 이즈미: 이시다 아키라
카타쿠라 토시히사: 마츠노 타이키
요시자와 미치오: 시바모토 히로유키
아카이케 미츠죠: 마츠오 긴조
나미코: 사와구치 치에
- 6월의 자존심（〈June　Pride〉〈젊은 기이군의 고민〉）

하야마 타쿠미: 토리우미 카츠미
사키 기이치: 이노우에 카즈히코
아카이케 쇼죠: 츠지타니 코지
노자와 다이스케: 코야스 타케히토
마츠모토 선생님: 나카이 카즈야
겐다 선생님: 이나다 테츠
나카야마 선생님(사서): 山本真奈美
타쿠미 엄마: 스즈키 후우
간호사: 山本真奈美
하야마 나오토: 노지마 켄지
요시자와 미치오: 모리카와 토시유키〈CANON〉나카이 카즈야〈Sincerely〉 시바모토 히로유키〈그리고 봄바람에 속삭이며〉
카타쿠라 토시히사: 타카기 와타루〈CANON〉카미야 히로시〈Sincerely〉 마츠노 타이키〈그리고 봄바람에 속삭이며〉
이노우에 사치: 오키아유 료타로
야마다 세이지: 하야미 쇼
- 미모의 디테일（〈미모의 디테일〉소설〈스트레스〉전편）

하야마 타쿠미: 아오키 마코토
사키 기이치: 오키아유 료타로
아카이케 쇼죠: 키리모토 타쿠야
카타쿠라 토시히사: 마츠노 타이키
미스 아라타: 이시다 아키라
신교지 카네미츠: 모리쿠보 쇼타로
노자와 마사타카: 마스오카 타로
사감 선생님: 류타니 오사무
1학년 학생 1: 渡辺和彦
1학년 학생 2: 渡辺和彦
- 초록의 손끝(〈초록의 손끝〉〈계절 지난 계단〉소설〈스트레스〉후편)

하야마 타쿠미: 아오키 마코토
사키 기이치: 오키아유 료타로
아카이케 쇼죠: 키리모토 타쿠야(〈미모의 디테일〉마스타니 야스노리〈초록의 손끝〉
카타쿠라 토시히사: 마츠노 타이키
미스 아라타: 이시다 아키라
신교지 카네미츠: 모리쿠보 쇼타로
노자와 마사타카: 마스오카 타로
- 루비에 입맞춤을 (〈BROWN〉소설〈Steady〉)※통판한정

하야마 타쿠미: 모리쿠보 쇼타로
사키 기이치: 세키 토시히코
- 꿈의 후선(〈꿈의 후선〉소설〈꿈의 도중〉

하야마 타쿠미: 호시 소이치로
사키 기이치: 이노우에 카즈히코
아카이케 쇼죠: 키리모토 타쿠야
카타쿠라 토시히사: 요시노 히로유키
타카바야시 이즈미: 미야타 코우키
요시자와 미치오: 사쿠라이 타카히로
문화제 실행위원: 스즈키 치히로
- 저, 맑게 개인 푸른 하늘(〈저, 맑게 개인 푸른 하늘〉소설〈푸른 하늘은 개어있지만〉

하야마 타쿠미: 호시 소이치로
사키 기이치: 이노우에 카즈히코
미스 아라타: 이시다 아키라
신교지 카네미츠: 모리쿠보 쇼타로
아카이케 쇼죠: 키리모토 타쿠야
미노이와 에이지: 노지마 켄지
오오하시 선생님: 세키 토시히코
카가 선생님: 미즈우치 키요미츠
타쿠미 엄마: 쿠레바야시 타쿠미
학생 1: 세키 미치토시
학생 2: 타케우치 켄
학생 3: 후지타 요시노리
후배: 야마모토 타이스케
- 그리고 봄바람에 속삭이며 10주년 기념판 (동시수록〈젊은 기이군의 고민〉〈6월의 자존심〉)

하야마 타쿠미: 호시 소이치로
사키 기이치: 이노우에 카즈히코
아카이케 쇼죠: 키리모토 타쿠야
카타쿠라 토시히사: 요시노 히로유키
타카바야시 이즈미: 미야타 코우키
요시자와 미치오: 사쿠라이 타카히로
노자키 다이스케: 미도리카와 히카루
하야마 나오토: 스즈무라 켄이치
- 기이가 산타가 되는 밤에는 10주면 기념판 (동시수록〈꿈의 도중〉〈steady〉)

하야마 타쿠미: 호시 소이치로
사키 기이치: 이노우에 카즈히코
아카이케 쇼죠: 키리모토 타쿠야
미스 아라타: 이시다 아키라
신교지 카네미츠: 모리쿠보 쇼타로
- 발렌타인 룰렛 10주면 기념판

하야마 타쿠미: 호시 소이치로
사키 기이치: 이노우에 카즈히코
아카이케 쇼죠: 키리모토 타쿠야
카타쿠라 토시히사: 이와타 미츠오
미스 아라타: 이시다 아키라
타카바야시 이즈미: 미야타 코우키
요시자와 미치오: 사쿠라이 타카히로
노자와 마사타카: 스기타 토모카즈
- 약속의 바다 아래에서 10주면 기념판 (동시수록〈선잠의 키스〉)

하야마 타쿠미: 호시 소이치로
사키 기이치: 이노우에 카즈히코
시마다: 다나카 히데유키
- 미모의 디테일 10주면 기념판

하야마 타쿠미: 호시 소이치로
사키 기이치: 이노우에 카즈히코
아카이케 쇼죠: 키리모토 타쿠야
카타쿠라 토시히사: 이와타 미츠오
미스 아라타: 이시다 아키라
신교지 카네미츠: 모리쿠보 쇼타로
노자와 마사타카: 스기타 토모카즈
- 초록의 손끝 10주면 기념판 (동시수록〈사랑하는 링링〉)

하야마 타쿠미: 호시 소이치로
사키 기이치: 이노우에 카즈히코
아카이케 쇼죠: 키리모토 타쿠야
미스 아라타: 이시다 아키라
신교지 카네미츠: 모리쿠보 쇼타로
츠모리 키요야스: 토리우미 코스케
우콘 미도리: 세키 미치토시
오오하시 선생님: 세키 토시히코
- 사랑스러움의 구도 & 손바닥의 눈 10주면 기념판 (동시수록〈푸른 하늘은 개어있지만〉)※ 전권 구매자 특전

하야마 타쿠미: 호시 소이치로
사키 기이치: 이노우에 카즈히코
아카이케 쇼죠: 키리모토 타쿠야
미스 아라타: 이시다 아키라
신교지 카네미츠: 모리쿠보 쇼타로
카타쿠라 토시히사: 이와타 미츠오
타카바야시 이즈미: 미야타 코우키
요시자와 미치오: 사쿠라이 타카히로
이노우에 사치: 타니야마 키쇼
야마다 세이지: 나카타 죠지
쿠도 요스케: 하마다 켄지
이이즈카 요시후미: 스와베 쥰이치

## 시간 진행
| 시간       | 작품명                                | 소설/단행본 제목                               | 발행날짜    |
| ---------- | ------------------------------------- | ---------------------------------------------- | ----------- |
| 1학년 10월 | 천국에 가자                           | 콜리 플라워 드림                               | 1991년 8월  |
| 1학년 12월 | 이브의 선물                           | 오프닝은 화려하게                              | 1993년 12월 |
| 1학년 2월  | 새벽이 올 때까지 暁を待つまで         | 새벽이 올 때까지                               | 2006년 8월  |
| 2학년 4월  | 그리고 봄바람에 속삭이며              | 그리고 봄바람에 속삭이며                       | 1985년 7월  |
| 2학년 4월  | 손바닥의 눈                           | 콜리플라워 드림                                | 1989년 12월 |
| 2학년 4월  | FINAL                                 | Sencerly...                                    | 1993년 5월  |
| 2학년 5월  | 젊은 기이군의 고민                    | 콜리 플라워 드림                               | 1985년 12월 |
| 2학년 5월  | 그것들 모두가 사랑스러운 날들         | 콜리 플라워 드림                               | 1987년 12월 |
| 2학년 5월  | 결심                                  | 오프닝은 화려하게                              | 1993년 5월  |
| 2학년 5월  | 세컨드 포지션                         | 오프닝은 화려하게                              | 1994년 5월  |
| 2학년 5월  | 만월                                  | 숨겨진 정원 -여름의 잔상 2-                    | 2004년 12월 |
| 2학년 6월  | 6월의 자존심                          | 그리고 봄바람에 속삭이며                       | 1986년 9월  |
| 2학년 6월  | BROWN                                 | 그리고 봄바람에 속삭이며                       | 1989년 12월 |
| 2학년 7월  | 맨발의 왈츠                           | 콜리 플라워 드림                               | 1987년 8월  |
| 2학년 7월  | 왼팔                                  | 콜리 플라워 드림                               | 1989년 12월 |
| 2학년 7월  | 7월 7일의 기적                        | 초록의 손 끝                                   | 1994년 7월  |
| 2학년 8월  | CANNON                                | CANNON                                         | 1989년 3월  |
| 2학년 8월  | 여름의 서장                           | CANNON                                         | 1991년 12월 |
| 2학년 8월  | FAREWELL                              | FAREWELL                                       | 1991년 12월 |
| 2학년 8월  | Come On A My House                    | 초록의 손 끝                                   | 1994년 12월 |
| 2학년 9월  | 콜리플라워 드림                       | 콜리 플라워 드림                               | 1990년 4월  |
| 2학년 9월  | 고백                                  | 무지개색 유리                                  | 1988년 12월 |
| 2학년 9월  | 여름의 숙제                           | 오프닝은 화려하게                              | 1994년 1월  |
| 2학년 9월  | 꿈의 후선                             | 미모의 디테일                                  | 1996년 11월 |
| 2학년 9월  | 꿈의 도중                             | 여름의 잔상                                    | 2001년 9월  |
| 2학년 9월  | Steady                                | 그와 달과의 거리                               | 2000년 3월  |
| 2학년 10월 | 거짓을 말하는 입술                    | 초록의 손 끝 (단행본: 꽃지는 밤 너를 생각하면) | 1996년 8월  |
| 2학년 10월 | 계절 지난 계단                        | 콜리 플라워 드림                               | 1984년 10월 |
| 2학년 10월 | 계절 지난 계단 (오리지널 개정판)      | FAREWELL                                       | 1988년 5월  |
| 2학년 11월 | 무지개색 유리                         | 무지개색 유리                                  | 1988년 5월  |
| 2학년 11월 | 연애편지                              | 연애편지                                       | 1991년 2월  |
| 2학년 12월 | One Night, One Knight.                | 연애편지                                       | 1987년 10월 |
| 2학년 12월 | 기이가 산타가 되는 밤에는             | 연애편지                                       | 1987년 7월  |
| 2학년 12월 | Silent Night                          | 무지개색 유리                                  | 1989년 8월  |
| 2학년 1월  | 오프닝은 화려하게                     | 오프닝은 화려하게                              | 1984년 4월  |
| 2학년 1월  | Sencerly...                           | Sencerly...                                    | 1995년 1월  |
| 2학년 1월  | My Dear...                            | 초록의 손 끝                                   | 1996년 12월 |
| 2학년 2월  | 발렌타인 랩소디                       | 발렌타인 랩소디                                | 1990년 4월  |
| 2학년 2월  | 발렌타인 룰렛                         | 발렌타인 랩소디                                | 1995년 8월  |
| 2학년 2월  | After "Come On A My House"            | 루비문고&CL-DX연동회원 서비스 소책자           | 2005년 5월  |
| 2학년 2월  | 마이 허니 발렌타인                    | 새벽이 올 때까지 暁を待つまで                  | 2006년 8월  |
| 2학년 3월  | 화이트데이 키스                       | 프롤로그                                       | 2008년 5월  |
| 2학년 3월  | 음력 3월 봄의 초저녁 弥生 三月 春の宵 | 발렌타인 랩소디                                | 1993년 12월 |
| 2학년 3월  | 약속의 바다 아래에서                  | 발렌타인 랩소디                                | 1993년 9월  |
| 2학년 3월  | 마도로미노 키스 まどろみのKiss        | 미모의 디테일                                  | 1997년 8월  |
| 번외       | 흉작                                  | FAREWELL                                       | 1987년 10월 |
| 3학년 4월  | 미모의 디테일                         | 미모의 디테일                                  | 1897년 7월  |
| 3학년 4월  | jealousy                              | 미모의 디테일                                  | 1997년 9월  |
| 3학년 4월  | after jealousy                        | 초록의 손 끝                                   | 1991년 1월  |
| 3학년 4월  | 초록의 손 끝                          | 초록의 손 끝                                   | 1991년 1월  |
| 3학년 4월  | 꽃지는 밤 너를 생각하면               | 꽃지는 밤 너를 생각하면                        | 2000년 1월  |
| 3학년 4월  | 스트레스                              | 그와 달과의 거리                               | 2000년 3월  |
| 3학년 4월  | Under Moonlight                       | 유혹                                           | 2008년 6월  |
| 3학년 4월  | 고백의 룰                             | 그와 달과의 거리                               | 2001년 1월  |
| 3학년 4월  | 사랑하는 링링                         | 그와 달과의 거리                               | 2001년 1월  |
| 3학년 4월  | 그와 달과의 거리                      | 그와 달과의 거리                               | 2001년 1월  |
| 3학년 5월  | 사랑하는 속도                         | 프롤로그                                       | 2006년 8월  |
| 3학년 5월  | 나라선배의, 그 후                     |                                                | 2004년 8월  |
| 3학년 5월  | ROSA                                  | Pure                                           | 2001년 5월  |
| 3학년 5월  | 장미의 이름                           | 유혹                                           | 2006년 8월  |
| 3학년 6월  | 저, 맑게 개인 푸른하늘                | 꽃지는 밤 너를 생각하면                        | 1997년 11월 |
| 3학년 6월  | 석양                                  | 사랑의 조각 -여름의 잔상 4-                    | 2003년 12월 |
| 3학년 6월  | 푸른 하늘은 개었지만                  | 사랑의 조각 -여름의 잔상 4-                    | 2003년 12월 |
| 3학년 6월  | 푸른 하늘은 개었지만, 그 후           | 사랑의 조각 -여름의 잔상 4-                    | 2004년 8월  |
| 3학년 7월  | Pure                                  | Pure                                           | 2001년 12월 |
| 3학년 8월  | 데이트의 법칙                         | 페어리테일                                     | 2002년 12월 |
| 3학년 8월  | 페어리테일                            | 페어리테일                                     | 2002년 12월 |
| 3학년 8월  | 꿈길에서                              | 페어리테일                                     | 2002년 12월 |
| 3학년 8월  | 해바라기 ひまわり-向日葵-             | 여름의 잔상                                    | 2004년 5월  |
| 3학년 8월  | 모과나무 花梨                         | 여름의 잔상                                    | 2004년 5월  |
| 3학년 8월  | 하얀 길 白い道                        | 여름의 잔상                                    | 2004년 5월  |
| 3학년 8월  | 파도 소리 潮騒                        | 여름의 잔상                                    | 2004년 5월  |
| 3학년 8월  | 숨겨진 정원                           | 콜리 여름의 잔상                               | 2004년 12월 |
| 3학년 8월  | 한여름의 마인 真夏の魔人              | 장미 아래에서 -여름의 잔상 2-                  | 2005년 8월  |
| 3학년 8월  | 장미 아래에서                         | 장미 아래에서 -여름의 잔상 3-                  | 2006년 12월 |
| 3학년 8월  | 사랑의 조각                           | 사랑의 조각 -여름의 잔상 4-                    | 2007년 12월 |
| 3학년 8월  | 8월 15일, 등교일                      | 프롤로그                                       | 2008년 5월  |
| 3학년 9월  | 하야마에게 질문                       | 프롤로그                                       | 2006년 10월 |
| 3학년 9월  | 프롤로그                              | 프롤로그                                       | 2007년 6월  |
| 3학년 9월  | 프롤로그 2                            | 프롤로그                                       | 2007년 8월  |
| 3학년 9월  | Sweet Pain                            | 프롤로그                                       | 2008년 5월  |
| 3학년 9월  | 유혹                                  | 유혹                                           | 2008년 12월 |

## 영화
- 주：카도카와 쇼텐 및 원작자인 고토 시노부는 제작에 관여하지 않았다.

### 타쿠미 시리즈〈그리고 봄바람에 속삭이며〉
2007년 12월 22일 공개
하야마 타쿠미：야나기시타 토모
사키 기이치：카토 케이스케
아카이케 쇼죠：타키구치 유키히로
이노우에 사치：아이바 히로키
카타쿠라 토시히사：사카구치 료
요시자와 미치오：하타노 와타루
타카바야시 이즈미：사이토 야스카
타쿠미의 형：고노 히로키
주제가: GOING UNDER GROUND 《거꾸로 된 세계》

### 타쿠미 시리즈 2〈무지개색 유리〉
2009년 4월 25일 공개
하야마 타쿠미：하마오 쿄스케
사키 기이치：와타나베 다이스케
아카이케 쇼죠：타키구치 유키히로
스즈키 켄지：타카하시 유타
타카바야시 이즈미：호소가이 케이
모리타 토오루：히요리 유우키

## 같이 보기
- 보이즈 러브
- 가도카와 루비 문고